# Romano Uberti
Romano Uberti es un deportista italiano que compitió en remo. Ganó dos medallas en el Campeonato Mundial de Remo, bronce en 1979 y plata en 1981.

## Palmarés internacional
| Campeonato Mundial | Campeonato Mundial | Campeonato Mundial | Campeonato Mundial      |
| Año                | Lugar              | Medalla            | Prueba                  |
| ------------------ | ------------------ | ------------------ | ----------------------- |
| 1979               | Bled (Yugoslavia)  | Medalla de bronce  | Doble scull ligero      |
| 1981               | Múnich (RFA)       | Medalla de plata   | Ocho con timonel ligero |